# Canadá en los Juegos Olímpicos de Barcelona 1992
Canadá estuvo representado en los Juegos Olímpicos de Barcelona 1992 por un total de 295 deportistas que compitieron en 24 deportes.  
El portador de la bandera en la ceremonia de apertura fue el atleta Michael Smith.

## Medallistas
El equipo olímpico canadiense obtuvo las siguientes medallas:
| Nombre | Deporte               | Competición                |
| --- | --------------------- | -------------------------- |
| Oro |                       |                            |
| Mark McKoy | Atletismo             | 110 m vallas M             |
| Mark Tewksbury | Natación              | 100 m espalda M            |
| Sylvie Fréchette | Natación sincronizada | Solo F                     |
| Michael Rascher Bruce Robertson John Wallace Robert Marland Derek Porter Darren Barber Andrew Crosby Michael Forgeron Terrence Paul (t)        | Remo                  | Ocho con timonel (M8+) M   |
| Kathleen Heddle Marnie McBean | Remo                  | Dos sin timonel (W2-) F    |
| Kay Worthington Kirsten Barnes Jessica Monroe Brenda Taylor                                                                                    | Remo                  | Cuatro sin timonel (W4-) F |
| Brenda Taylor Kay Worthington Kathleen Heddle Marnie McBean Jessica Monroe Kirsten Barnes Shannon Crawford Megan Delehanty Lesley Thompson (t) | Remo                  | Ocho con timonel (W8+) F   |
| Plata |                       |                            |
| Guillaume LeBlanc | Atletismo             | Marcha 20 km M             |
| Mark Leduc | Boxeo                 | Superligero (64 kg) M      |
| Jeffrey Thue | Lucha libre           | 130 kg M                   |
| Penny Vilagos Vicky Vilagos | Natación sincronizada | Dúo F                      |
| Bronce |                       |                            |
| Angela Chalmers | Atletismo             | 3000 m F                   |
| Chris Johnson | Boxeo                 | Medio (75 kg) M            |
| Curtis Harnett | Ciclismo em pista     | Scratch M                  |
| Nicolas Gill | Judo                  | –86 kg M                   |
| Mark Tewksbury Stephen Clarke Jonathan Cleveland Marcel Gery                                                                                   | Natación              | 4 × 100 m estilos M        |
| Silken Laumann | Remo                  | Scull ind. (W1x) F         |
| Eric Jespersen Ross MacDonald | Vela                  | Star M                     |